# Tini (Sängerin)

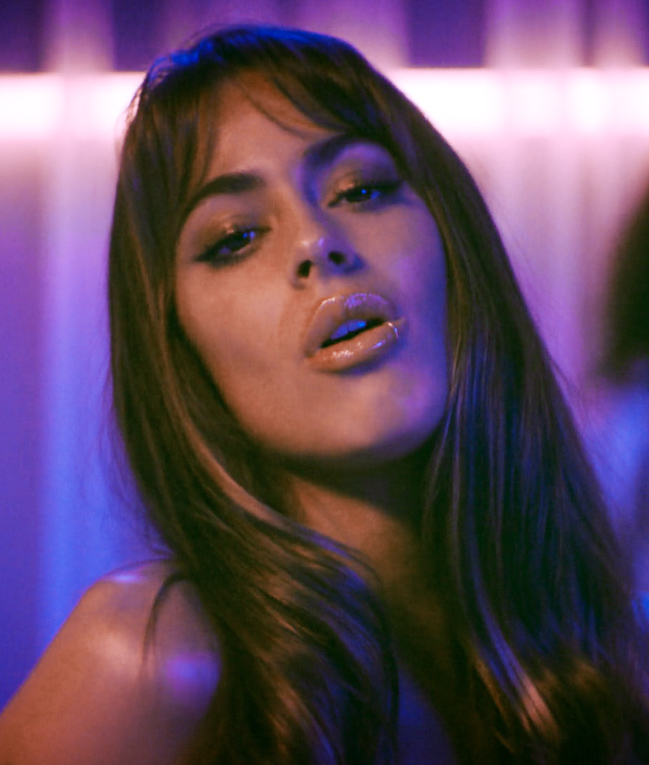
Tini (2021)

Tini (* 21. März 1997 als Martina Alejandra Stoessel Muzlera in Buenos Aires) ist eine argentinische Schauspielerin, Sängerin und Tänzerin. International bekannt wurde sie 2012 durch die namensgebende Hauptrolle in der Telenovela Violetta.

## Leben

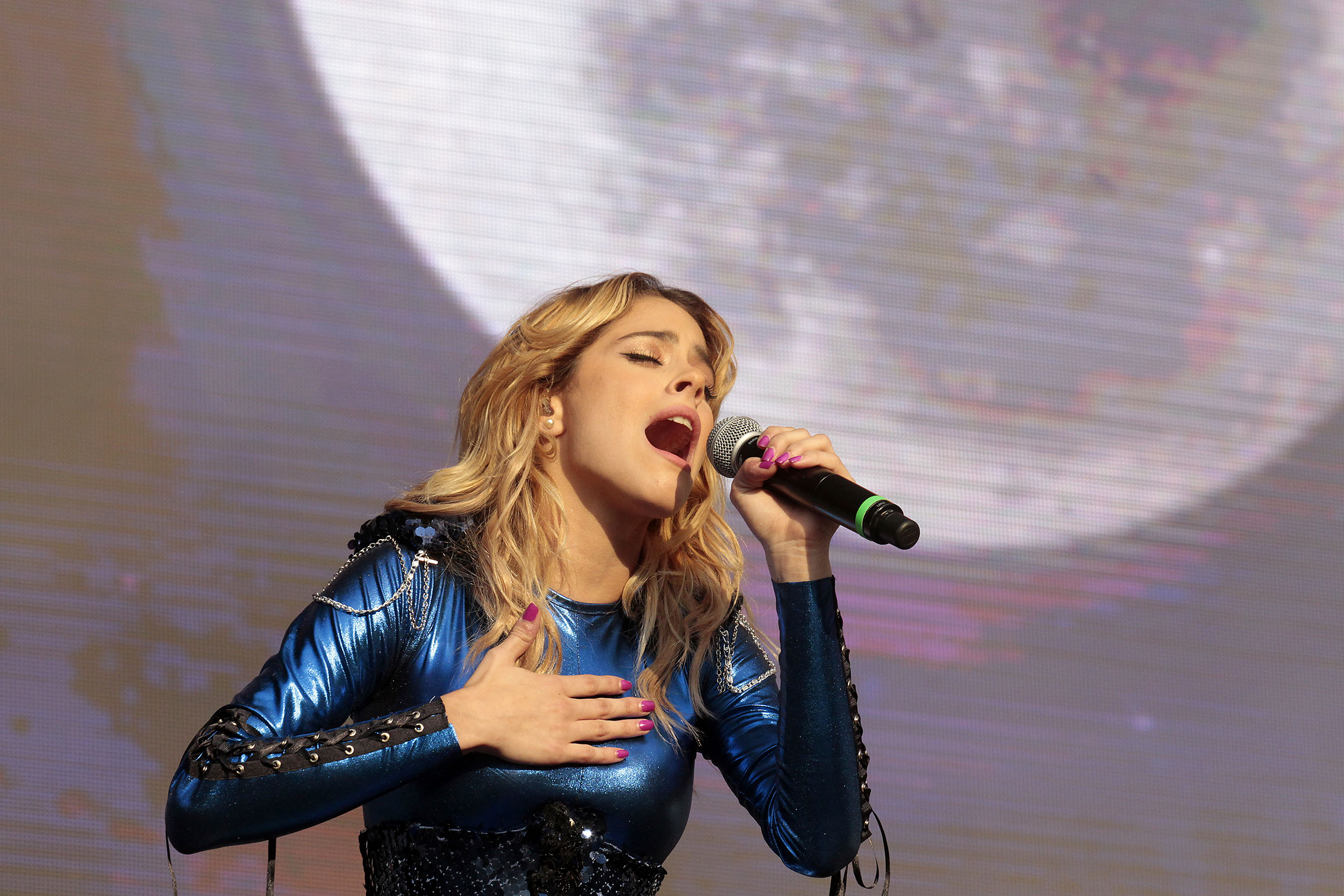
Tini (2014)

Tini ist die Tochter des Produzenten und Regisseurs Alejandro Stoessel, sie hat einen älteren Bruder. Sie begann mit Klavierunterricht und machte Musical-Comedy sowie Musicaltheater; außerdem nahm sie Tanz- und Gesangsunterricht.
2008 bekam sie eine Nebenrolle in der argentinischen Telenovela Patito Feo, in der sie die Assistentin von Fito Bernardi spielte. Mit der Hauptrolle der Violetta Castillo in der Disney-Channel-Serie Violetta wurde sie 2012 international bekannt. Sie sang auch den Titelsong der Serie, En mi mundo.
Für ihre Rolle erhielt sie einen Preis bei den argentinischen Kids’ Choice Awards. Außerdem sang sie 2011 für Disney den Song Tu resplandor. Nach dem internationalen Erfolg der Serie drehte sie 2013 die zweite und 2014 die dritte Staffel. Nach 240 Folgen ging die Telenovela im Februar 2015 zu Ende.
Zwischen 2013 und 2014 tourte sie gemeinsam mit den anderen Violetta-Darstellern durch Lateinamerika und später durch Europa. Dabei entstand 2014 der Konzertfilm Violetta – Live in Concert. 2015 ging sie mit einigen Castmitgliedern erneut auf Tour. Diese fand in Europa und Lateinamerika statt und trug den Titel Violetta LIVE.
Für die spanischsprachigen und die italienischen Versionen von Die Eiskönigin – Völlig unverfroren sang sie den Song Libre soy bzw. All'alba sorgerò, eine Version des Originals von Demi Lovatos Let It Go. Ihre Biografie Simplemente Tini (Einfach Tini) wurde 2014 in ihrem Heimatland Argentinien veröffentlicht und in mehrere Sprachen übersetzt.
2015 unterzeichnete sie einen Plattenvertrag bei Hollywood Records. Die Aufnahmen zu ihrem Debütalbum fanden zwischen Januar und März 2016 in Los Angeles statt. Das Album Tini erschien im April 2016. Die erste Single Siempre Brillarás, von der es auch eine englische Version unter dem Titel Born to Shine gibt, erschien zusammen mit dem Musikvideo im März 2016.
Das Debütalbum ist gleichzeitig der Soundtrack zum Spielfilm Tini: Violettas Zukunft, in dem sie die Hauptrolle spielt. Im Oktober 2016 erschien eine Special Edition des Albums. 2017 ging sie mit ihrer Tour Got me started durch Europa und Lateinamerika. Im Oktober desselben Jahres erschien Te quiero más als erste Single zu ihrem zweiten Album und im April 2018 Princesa. Im Oktober 2018 erschien ihr zweites Album Quiero volver, und sie ging erneut auf Tournee.

## Filmografie
| Jahr      | Serie                       | Rolle                             | Anmerkungen                                           | Ref    |
| --------- | --------------------------- | --------------------------------- | ----------------------------------------------------- | ------ |
| 2007–2008 | Patito Feo                  | Martina / Young Anna (flashbacks) | 134 Episoden                                          | [ 10 ] |
| 2012–2015 | Violetta                    | Violetta Castillo                 | Hauptrolle, 240 Episoden                              | [ 11 ] |
| 2017      | Soy Luna                    | Gastauftritt, sie selbst          | 2 Episoden                                            | [ 12 ] |
| 2017      | Las Estrellas               | Gastauftritt, sie selbst          |                                                       | [ 13 ] |
| 2018      | La Voz Argentina            | Coach, sie selbst                 | Staffel 2                                             | [ 14 ] |
| 2018      | El Host                     | Sie selbst                        | Episode 1x07                                          | [ 15 ] |
| 2019      | Pequeños Gigantes Argentina | Juror, sie selbst                 |                                                       | [ 16 ] |
| 2020      | Tini: Quiero Volver Tour    | Sie selbst                        | YouTube Dokuserie                                     |        |
| 2020      | La Voz                      | Gastjuror, sie selbst             |                                                       | [ 17 ] |
| 2022      | Solo Amor y mil Canciones   | Sie selbst                        | Disney+ Special zum 10-jährigen Jubiläum von Violetta | [ 18 ] |

| Jahr | Film                          | Rolle                 | Anmerkungen                                     | Ref    |
| ---- | ----------------------------- | --------------------- | ----------------------------------------------- | ------ |
| 2013 | Die Monster Uni               | Carrie Williams       | italienische Synchronisation                    |        |
| 2014 | Violetta - Live in Concert    | Sie selbst / Violetta | Konzertfilm, Violetta: La Emoción del Concierto | [ 19 ] |
| 2015 | Violetta - der Weg zum Erfolg | Sie selbst / Violetta | Dokumentarfilm                                  | [ 20 ] |
| 2016 | Tini: Violettas Zukunft       | Tini                  | Fortsetzung von Violetta                        | [ 21 ] |
| 2019 | UglyDolls                     | Moxy                  | spanische Synchronisation                       |        |
| TBD  | The Diary †                   | TBA                   |                                                 |        |

| † | Film wurde noch nicht veröffentlicht; das Startdatum steht noch aus |

## Diskografie

### Alben
| Jahr | Titel Musiklabel                                | Höchstplatzierung, Gesamtwochen, AuszeichnungChartplatzierungen (Jahr, Titel, Musiklabel, Platzierungen, Wochen, Auszeichnungen, Anmerkungen) | Höchstplatzierung, Gesamtwochen, AuszeichnungChartplatzierungen (Jahr, Titel, Musiklabel, Platzierungen, Wochen, Auszeichnungen, Anmerkungen) | Höchstplatzierung, Gesamtwochen, AuszeichnungChartplatzierungen (Jahr, Titel, Musiklabel, Platzierungen, Wochen, Auszeichnungen, Anmerkungen) | Höchstplatzierung, Gesamtwochen, AuszeichnungChartplatzierungen (Jahr, Titel, Musiklabel, Platzierungen, Wochen, Auszeichnungen, Anmerkungen) | Anmerkungen                            |
| Jahr | Titel Musiklabel                                | ES | DE | AT | CH | Anmerkungen                            |
| ---- | ----------------------------------------------- | --- | --- | --- | --- | -------------------------------------- |
| 2016 | Tini Hollywood Records                          | ES12 (20 Wo.)ES | DE6 (21 Wo.)DE | AT3 Gold · (34 Wo.)AT | CH37 (4 Wo.)CH | Erstveröffentlichung: 29. April 2016   |
| 2018 | Quiero volver Hollywood Records / 5020 Records  | ES11 Gold · (3 Wo.)ES | — | — | — | Erstveröffentlichung: 12. Oktober 2018 |
| 2020 | Tini Tini Tini Hollywood Records / 5020 Records | ES40 (3 Wo.)ES | — | — | — | Erstveröffentlichung: 3. Dezember 2020 |
| 2023 | Cupido Hollywood Records / 5020 Records         | ES5 Gold · (83 Wo.)ES | — | — | — | Erstveröffentlichung: 16. Februar 2023 |
| 2024 | Un Mechón de Pelo 5020 Records                  | ES14 (8 Wo.)ES | — | — | — | Erstveröffentlichung: 11. April 2024   |

### Singles
| Jahr | Titel Album                      | Höchstplatzierung, Gesamtwochen, AuszeichnungChartsChartplatzierungen (Jahr, Titel, Album, Platzierungen, Wochen, Auszeichnungen, Anmerkungen) | Anmerkungen                                                        |
| Jahr | Titel Album                      | ES | Anmerkungen                                                        |
| ---- | -------------------------------- | --- | ------------------------------------------------------------------ |
| 2019 | Oye Tini Tini Tini               | ES72 Gold · (1 Wo.)ES | Erstveröffentlichung: 11. Oktober 2019 mit Sebastián Yatra         |
| 2020 | Un beso en madrid Tini Tini Tini | ES49 Platin · (4 Wo.)ES | Erstveröffentlichung: 29. Oktober 2020 mit Alejandro Sanz          |
| 2021 | Miénteme Cupido                  | ES3 ×7Siebenfachplatin · (78 Wo.)ES | Erstveröffentlichung: 29. April 2021 mit Maria Becerra             |
| 2021 | Maldita foto Cupido              | ES87 Gold · (1 Wo.)ES | Erstveröffentlichung: 19. August 2021 feat. Manuel Turizo          |
| 2021 | Bar Cupido                       | ES78 Platin · (11 Wo.)ES | Erstveröffentlichung: 11. November 2021 mit L-Gante                |
| 2022 | Fantasi Cupido                   | ES94 Gold · (3 Wo.)ES | Erstveröffentlichung: 16. Februar 2022 feat. Beéle                 |
| 2022 | La loto Cupido                   | ES78 Gold · (3 Wo.)ES | Erstveröffentlichung: 6. Juli 2022 feat. Becky G & Anitta          |
| 2023 | Muñecas Cupido                   | ES41 Platin · (13 Wo.)ES | Erstveröffentlichung: 12. Januar 2023 feat. La Joaqui & Steve Aoki |
| 2023 | Cupido                           | ES6 ×5Fünffachplatin · (43 Wo.)ES | Erstveröffentlichung: 14. Februar 2023                             |
| 2023 | Me Enteré –                      | ES77 Gold · (3 Wo.)ES | Erstveröffentlichung: 18. Mai 2023 mit Tiago PZK                   |
| 2024 | Pa Un Mechón de Pelo             | ES52 Gold · (2 Wo.)ES | Erstveröffentlichung: 1. April 2024                                |
| 2025 | Universidad –                    | ES34 (5 Wo.)ES | Erstveröffentlichung: 19. Juni 2025 mit Beéle                      |

Weitere Singles
- 2013: Libre soy
- 2016: Siempre brillarás / Born to Shine
- 2016: Great Escape / Yo me escaparé
- 2016: Got Me Started / Ya no hay nadie que nos pare
- 2016: Si tu te vas (spanische Version von My Stupid Heart)
- 2017: Te quiero más (mit Nacho)
- 2018: Princesa (mit Karol G)
- 2018: Consejo de amor (feat. Morat, ES: Platin)
- 2018: Quiero volver (mit Sebastián Yatra)
- 2018: Por que te vas (mit Cali y El Dandee)
- 2019: 22 (mit Greeicy)
- 2019: Suéltate el pelo
- 2019: Fresa (mit Lalo Ebratt, ES: Gold)
- 2020: Recuerdo (mit Mau y Ricky)
- 2020: Ya no me llames (mit Ovy On The Drums)
- 2020: Bésame (I Need You) (mit R3hab & Reik)
- 2020: Ella dice (mit Khea)
- 2022: La Triple T (ES: Platin)
- 2023: Por el Resto de Tu Vida (mit Christian Nodal, ES: Gold)

### Gastbeiträge
| Jahr | Titel Album                   | Höchstplatzierung, Gesamtwochen, AuszeichnungChartplatzierungen (Jahr, Titel, Album, Platzierungen, Wochen, Auszeichnungen, Anmerkungen) | Höchstplatzierung, Gesamtwochen, AuszeichnungChartplatzierungen (Jahr, Titel, Album, Platzierungen, Wochen, Auszeichnungen, Anmerkungen) | Höchstplatzierung, Gesamtwochen, AuszeichnungChartplatzierungen (Jahr, Titel, Album, Platzierungen, Wochen, Auszeichnungen, Anmerkungen) | Höchstplatzierung, Gesamtwochen, AuszeichnungChartplatzierungen (Jahr, Titel, Album, Platzierungen, Wochen, Auszeichnungen, Anmerkungen) | Höchstplatzierung, Gesamtwochen, AuszeichnungChartplatzierungen (Jahr, Titel, Album, Platzierungen, Wochen, Auszeichnungen, Anmerkungen) | Höchstplatzierung, Gesamtwochen, AuszeichnungChartplatzierungen (Jahr, Titel, Album, Platzierungen, Wochen, Auszeichnungen, Anmerkungen) | Anmerkungen                                                                                 |
| Jahr | Titel Album                   | ES | DE | AT | CH | UK | US | Anmerkungen                                                                                 |
| ---- | ----------------------------- | --- | --- | --- | --- | --- | --- | ------------------------------------------------------------------------------------------- |
| 2021 | 2:50 (Remix) Suena Mya!       | ES41 Platin · (7 Wo.)ES | — | — | — | — | — | Erstveröffentlichung: 21. Juni 2021 Mya feat. Tini & Duki                                   |
| 2021 | La niña de la escuela La Niña | ES9 ×5Fünffachplatin · (50 Wo.)ES | — | — | — | — | — | Erstveröffentlichung: 2. Juli 2021 Lola Índigo feat. Tini & Belinda                         |
| 2023 | La_Original.mp3 .mp3          | ES8 ×4Vierfachplatin · (52 Wo.)ES | — | — | — | — | — | Erstveröffentlichung: 2. September 2023 Emilia feat. Tini                                   |
| 2024 | We Pray Moon Music            | ES53 Gold · (10 Wo.)ES | DE40 (37 Wo.)DE | AT28 Gold · (8 Wo.)AT | CH22 (19 Wo.)CH | UK20 Silber · (10 Wo.)UK | US87 (1 Wo.)US | Erstveröffentlichung: 23. August 2024 Coldplay feat. Little Simz, Burna Boy, Elyanna & Tini |
| 2025 | Blackout Perfectas            | ES8 Platin · (… Wo.)ES | — | — | — | — | — | Erstveröffentlichung: 25. März 2025 Emilia feat. Tini & Nicki Nicole                        |

Weitere Gastbeiträge
- 2017: Todo es posible (David Bisbal feat. Tini Stoessel)
- 2017: Y apareciste tu (Live) (Cacho Castaña feat. Tini)
- 2017: Lights Down Low (Latin Mix) (Max feat. Tini)
- 2018: La cintura (Remix) (Álvaro Soler feat. Flo Rida & Tini, DE: Platin; AT: Platin)
- 2018: Lo malo (Remix) (Aitana & Ana Guerra feat. Greeicy & Tini)
- 2019: Wild (Jonas Blue feat. Chelcee Grimes, Tini & Jhay Cortez)
- 2019: Sad Song (Alesso feat. Tini)

### Promo-Singles
- 2011: Tu resplandor
- 2012: En mi mundo
- 2012: Nel mio mondo
- 2013: Hoy somos más ohó
- 2013: In My Own World
- 2013: All’alba sorgerò
- 2014: En gira (mit dem Violetta-Cast)
- 2016: Yo te amo a tí (mit Jorge Blanco)
- 2016: Losing the Love
- 2017: Somos el cambio (mit Odino Faccia)
- 2018: Love Is Love
- 2019: Diciembre

## Auszeichnungen für Musikverkäufe
| Goldene Schallplatte - Argentinien - 2016: für das Album Tini - 2021: für die Single Maldita foto - Brasilien - 2023: für die Single La Triple T - 2024: für das Album Cupido - Chile - 2020: für die Single Fresa - 2022: für die Single Bar - Mexiko - 2023: für die Single La Triple T - 2025: für die Single Miénteme - Polen - 2017: für das Album Tini - 2025: für die Single We Pray - Portugal - 2025: für die Single We Pray - Zentralamerika - 2019: für das Album Quiero volver Platin-Schallplatte - Brasilien - 2023: für die Single La loto - 2023: für die Single Sad Song - 2024: für die Single Miénteme - Chile - 2019: für das Album Quiero volver - 2021: für die Single Miénteme - Frankreich - 2025: für die Single We Pray - Kolumbien - 2019: für die Single Wild - Mexiko - 2023: für die Single Cupido - 2024: für das Album Cupido - Peru - 2021: für die Single Miénteme - Vereinigte Staaten - 2023: für das Album Cupido (Latin) - 2023: für die Single Cupido (Latin) - 2025: für die Single La_Original.mp3 (Latin) | 2× Platin-Schallplatte - Mexiko - 2024: für die Single Por el Resto de Tu Vida 3× Platin-Schallplatte - Uruguay - 2021: für die Single Miénteme 4× Platin-Schallplatte - Argentinien - 2021: für die Single Miénteme - Kolumbien - 2021: für die Single Miénteme Diamantene Schallplatte - Mexiko - 2025: für die Single Miénteme 2× Diamantene Schallplatte - Argentinien - 2020: für das Album Tini Tini Tini |

Anmerkung: Auszeichnungen in Ländern aus den Charttabellen bzw. Chartboxen sind in ebendiesen zu finden.
| Land/RegionAuszeichnungen für Musikverkäufe (Land/Region, Auszeichnungen, Verkäufe, Quellen) | Silber  | Gold       | Platin       | Diamant     | Verkäufe  | Quellen                 |
| -------------------------------------------------------------------------------------------- | ------- | ---------- | ------------ | ----------- | --------- | ----------------------- |
| Argentinien (CAPIF)                                                                          | —       | 2× Gold2   | 4× Platin4   | 2× Diamant2 | 380.000   | Einzelnachweise         |
| Brasilien (PMB)                                                                              | —       | 2× Gold2   | 3× Platin3   | —           | 160.000   | pro-musicabr.org.br BR2 |
| Chile (IFPI)                                                                                 | —       | 2× Gold2   | 2× Platin2   | —           | 390.000   | profovi.cl              |
| Deutschland (BVMI)                                                                           | —       | —          | Platin1      | —           | 400.000   | musikindustrie.de       |
| Frankreich (SNEP)                                                                            | —       | —          | Platin1      | —           | 200.000   | snepmusique.com         |
| Kolumbien (ASINCOL)                                                                          | —       | —          | 5× Platin5   | —           | 50.000    | Einzelnachweise         |
| Mexiko (AMPROFON)                                                                            | —       | 2× Gold2   | 4× Platin4   | Diamant1    | 1.420.000 | amprofon.com.mx         |
| Österreich (IFPI)                                                                            | —       | 2× Gold2   | Platin1      | —           | 52.500    | ifpi.at                 |
| Peru (UNIMPRO)                                                                               | —       | —          | Platin1      | —           | 6.000     | Einzelnachweise         |
| Polen (ZPAV)                                                                                 | —       | 2× Gold2   | —            | —           | 72.500    | olis.pl                 |
| Portugal (AFP)                                                                               | —       | Gold1      | —            | —           | 5.000     | Einzelnachweise         |
| Spanien (Promusicae)                                                                         | —       | 10× Gold10 | 28× Platin28 | —           | 1.940.000 | elportaldemusica.es     |
| Uruguay (CUD)                                                                                | —       | —          | 3× Platin3   | —           | 9.000     | Einzelnachweise         |
| Vereinigte Staaten (RIAA)                                                                    | —       | —          | 5× Platin5   | —           | 300.000   | riaa.com                |
| Vereinigtes Königreich (BPI)                                                                 | Silber1 | —          | —            | —           | 200.000   | bpi.co.uk               |
| Zentralamerika (CFC)                                                                         | —       | Gold1      | —            | —           | 5.000     | Einzelnachweise         |
| Insgesamt                                                                                    | Silber1 | 24× Gold24 | 58× Platin58 | 3× Diamant3 |           |                         |

## Auszeichnungen
| Jahr | Auszeichnung                    | Kategorie                                      | Für                   | Resultat  |
| ---- | ------------------------------- | ---------------------------------------------- | --------------------- | --------- |
| 2012 | Kids’ Choice Awards Argentina   | Lieblings-TV-Serie                             | Violetta              | Nominiert |
| 2012 | Kids’ Choice Awards Argentina   | Weiblicher Newcomer                            | Martina Stoessel      | Gewonnen  |
| 2013 | Nickelodeon Kids’ Choice Awards | Bester lateinamerikanischer Künstler           | Martina Stoessel      | Nominiert |
| 2013 | Premios Gardel                  | „Bestes Soundtrack Album“ von Film / Fernsehen | Violetta (Soundtrack) | Gewonnen  |
| 2013 | Martín Fierro Awards            | Weiblicher Newcomer                            | Martina Stoessel      | Gewonnen  |
| 2013 | Martín Fierro Awards            | Herausragendes Kinder- / Jugend-Programm       | Violetta              | Gewonnen  |
| 2013 | Kids’ Choice Awards Mexicó      | Lieblings-TV-Serie                             | Violetta              | Nominiert |
| 2013 | Kids’ Choice Awards Argentina   | Lieblings-TV-Serie                             | Violetta              | Gewonnen  |
| 2013 | Kids’ Choice Awards Argentina   | Lieblings-TV-Schauspielerin                    | Martina Stoessel      | Nominiert |
| 2014 | Kids’ Choice Awards Mexicó      | Lieblings-TV-Serie                             | Violetta              | Nominiert |
| 2014 | Kids’ Choice Awards Mexicó      | Lieblingsschauspielerin                        | Martina Stoessel      | Nominiert |
| 2014 | Kids’ Choice Awards Mexicó      | Lieblingstheaterstück                          | Violetta en Vivo      | Nominiert |
| 2014 | Kids’ Choice Awards Mexicó      | Bestes Selfie                                  | Martina Stoessel      | Nominiert |
| 2015 | Bravo Otto                      | Super-TV-Star (w)                              | Martina Stoessel      | Gewonnen  |
| 2016 | European Music Awards           | Beste lateinamerikanische Künstlerin           | Tini                  | Nominiert |